# コナベーション
コナベーション、または、コナーベーション（英: conurbation）とは、発生を異にする複数の隣接する都市が発展し、行政区分の境界を越えてつながって連坦し、1つの都市域を形成している状態のこと。

## 由来
パトリック・ゲデスがその著書「Cities In Evolution」（1915年）において造語した。

### 語源
- con-（コン）：「一緒に」という意の接頭辞。ラテン語の前置詞に由来。
- urban（アーバン）：「都市化した」という意の形容詞。
- -ate（エイト）：「～させる」「～する」という意の動詞を作る接尾辞。

以上より conurbate（コナーベイト）、すなわち、「共に都市化させる、する」という意味の動詞が造語され、これに「状態」「結果」などを意味する名詞を作る接尾辞 -tion を付けて conurbation（コナーベーション）という言葉が造られた。短母音の「コナベーション」は、日本語に取り入れられた際に訛ったもの。和訳として「連合都市」「連接都市」「連担都市」「連檐（れんたん）都市」。

### 背景
コナベーションという言葉は、産業革命により労働者が都市に流入したことで急速な都市化が進行した欧米の工業都市の発展過程を説明するために生み出された。これは、自然科学における進化論にヒントを得て当時流行した社会進化論の中の1つの概念でもある。
イギリスでは大都市圏(metropolitan area)とほとんど同義で、ロンドン・コナベーションとはロンドン大都市圏のことである。

## 類型
当初の概念では第二次産業労働者が多い工業都市を想定していたため、いくつかの都市が近接していても、労働市場が異なったり、相補関係が見られなかったりする場合にはコナーベートしているとは言わなかった。一方、市街地の連続が無くても相補関係があればコナーベートしていると言われていた。
現在では、第三次産業労働者が多い都市にもこの言葉が転用されているため、都市圏を形成していればコナーベートしていると言われる。特に日本では、都市圏より狭い範囲に対し、市街地が連続している地域を指してコナーベーションとの言葉が用いられる傾向が見られる。さらにコナーベーションより狭い範囲において、人口が密集している地域は、人口集中地区（英: Densely Inhabited District）と呼ばれる。以下、これをDIDと示す。
このような言葉の使い分けの中で、コナーベーションは大きく分けて2つの類型がある。
- 1つ目は、突出した1つの人口集中地区(DID)とその周辺の市街地・郊外住宅地の範囲を指す場合で、いわゆる大都市と衛星都市とで形成される。

例としては、工業都市の大ロンドン、日本の首都圏・近畿圏・中京圏や、商業都市の札幌都市圏、仙台都市圏、那覇都市圏などがある。江戸時代の江戸、京、仙台もこれにあたる。
- 2つ目は、突出した人口集中地区がなく、複数の主な人口集中地区と周辺市街地・郊外住宅地の範囲を指す場合で、双子都市や複数の核都市による都市圏などに見られる類型である。

例としては、工業都市ではオランダのランドスタット、ドイツのルール地方、江戸時代の上方があり、現代日本では関門都市圏・広島都市圏・呉都市圏ほか、市町村合併した例では、北九州市、さいたま市、静岡市、上越市がある。

### 注
1. ↑  江戸と江戸四宿などで形成される。
2. ↑  京と伏見などで形成される。
3. ↑  仙台城の城下町と長町宿・原町宿などで形成される。
4. ↑  京・伏見・大坂・堺・兵庫津などで形成される。
5. ↑  明治期は広島市と呉市の人口がほぼ同数。
6. ↑  門司市・小倉市・戸畑市・八幡市・若松市の旧5市[2]。
7. ↑  大宮市・浦和市・与野市・岩槻市の旧4市。
8. ↑  旧静岡市と旧清水市。
9. ↑  旧高田市と旧直江津市。